# Aumerval
Aumerval é uma comuna francesa na região administrativa de Altos da França, no departamento de Pas-de-Calais. Estende-se por uma área de 3,42 km². Em 2010 a comuna tinha 205 habitantes (densidade: 59,9 hab./km²).